# 2. Sinfonie (Glasunow)

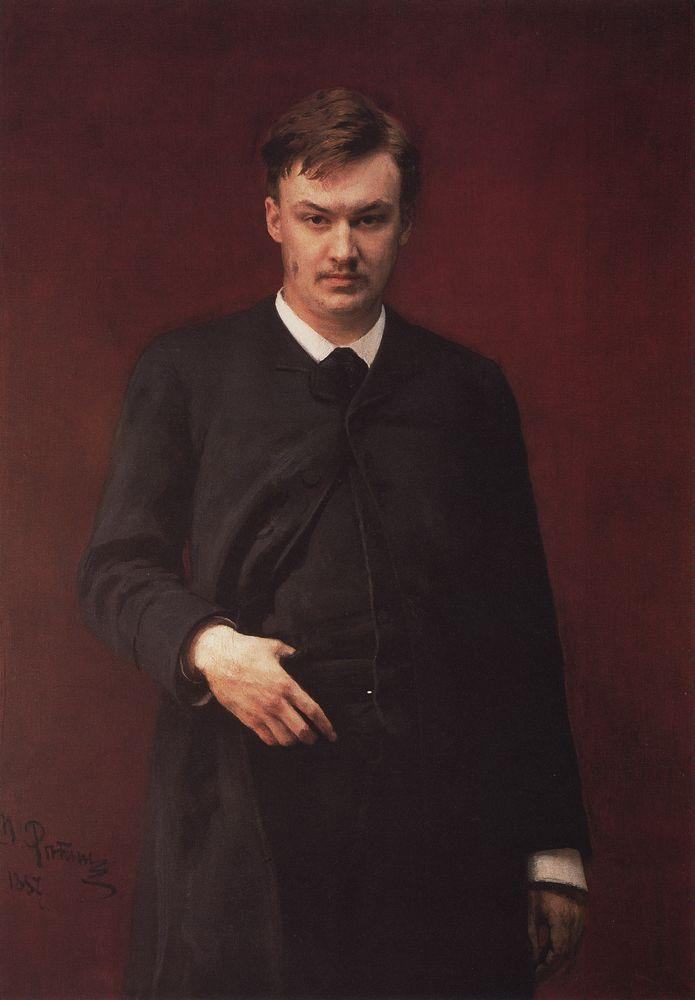
Alexander Glasunow, Gemälde von Ilja Repin, 1887

Die 2. Sinfonie fis-Moll op. 16 des russischen Komponisten Alexander Glasunow (1865–1936) wurde 1886 uraufgeführt und ist dem Andenken Franz Liszts gewidmet.

## Entstehung
Bereits 1883, ein Jahr nach der erfolgreichen Uraufführung seines sinfonischen Erstlings, begann Glasunow mit der Sammlung von Material für seine 2. und auch 3. Sinfonie. Die Instrumentierung der 2. Sinfonie fand zu großen Teilen im Sommer 1886 in Helsinki statt, wo Glasunow mit seinen Brüdern und deren Lehrer B. I. Sokolow Urlaubstage verbrachte. Im Sommer 1886 erreichte Glasunow auch die Todesnachricht von Franz Liszt, was ihn veranlasste, die Sinfonie dessen Andenken zu widmen. Liszt hatte 1884 eine Aufführung der 1. Sinfonie Glasunows in Weimar initiiert und den jungen Komponisten dort sehr freundlich empfangen.

## Uraufführung und Rezeption
Im Herbst 1886 leitete Georg Dütsch die Uraufführung von Glasunows 2. Sinfonie in fis-Moll. Für die Pariser Weltausstellung 1889 hatte der Verleger und Mäzen Glasunows, Mitrofan Beljajew, zwei Konzerte mit russischer Musik angesetzt; beim zweiten am 23. Juni dirigierte Glasunow selbst mit Erfolg u. a. seine 2. Sinfonie. Im gleichen Jahr erfolgte der Erstdruck des Werks als Opus 16 beim Musikverlag M. P. Belaieff (Leipzig).

## Besetzung und Charakterisierung
Besetzung: 3 Flöten (1./2. Flöte auch Piccolo), 2 Oboen, 2 Klarinetten, 2 Fagotte, 4 Hörner, 2 Trompeten, 3 Posaunen, Tuba, Pauken, Schlagwerk und Streicher.
Satzfolge:
- I. Andante maestoso. Allegro
- II. Andante
- III. Allegro vivace
- IV. Intrada: Andantino sostenuto – Finale: Allegro

Die Spieldauer beträgt etwa 45 Minuten.
Die 2. Sinfonie Glasunows ist stilistisch einerseits durch Alexander Borodin beeinflusst, andererseits zeigt sie eine Hinwendung zu den monothematischen Kompositionsprinzipien Liszts: Ein zu Beginn des ersten Satzes im Unisono der Blechbläser erklingendes Thema prägt mottoartig die gesamte Sinfonie und kehrt in unterschiedlichen Transformationen auch in den Folgesätzen wieder, so im Mittelteil des langsamen Satzes und rhythmisch abgewandelt im Trio des dritten Satzes. Auch im Finale wird es wieder aufgegriffen.